# Dao động lắc

Sóng dừng (đen) được mô tả là tổng của hai sóng truyền theo hướng ngược nhau (xanh và đỏ).

Dao động lắc (hay còn gọi là thủy triều giả) (tiếng Anh: seiche (/ˈseɪʃ/ SAYSH) là một dạng sóng dừng xảy ra ở một vùng nước được bao quanh kín hoặc bao quanh một phần. Người ta đã quan sát thủy triều giả và các hiện tượng liên quan đến thủy triều giả xảy ra ở các hồ chứa nước, hồ bơi, vịnh, bến cảng và biển. Để hình thành một đợt thủy triều giả, điều cần có quan trọng là vùng nước phải ít nhất được bao bọc một phần, tạo điều kiện cho phép hình thành sóng dạng dừng.